# 江北区全民健身中心
江北区全民健身中心，又称中体SPORTS城，是宁波市江北区的一座体育场馆群及体育主题商业综合体，最初由李宁集团投资，称为李宁体育园，后改为中体公司投资，于2017年1月开工，2018年5月27日举办首场比赛，2019年1月试运营，5月1日全面开放，6月28日正式运营。
江北区全民健身中心由全民健身中心、体育公园及商业综合体组成，全民健身中心建筑面积12000平方米，由标准恒温游泳池、击剑馆、跆拳道馆、篮球馆、瑜伽中心等场馆组成，体育公园占地58000平方米，由七人制足球场、五人制足球场、网球场、篮球场、门球场、儿童水上乐园、儿童陆上乐园等组成，商业综合体建筑面积60000平方米共有三层，容纳有4大主题商业区，有运动主题商场、饕餮餐饮、音乐酒吧等综合娱乐项目